# George Gordon, 4. Earl of Huntly
George Gordon, 4. Earl of Huntly (* 1514; † 28. Oktober 1562 nach der Schlacht von Corrichie) war ein schottischer Hochadliger.

## Herkunft und Leben
George Gordons Vater John Gordon, Lord Gordon, war der älteste Sohn von Alexander Gordon, 3. Earl of Huntly. Dieser heiratete 1510 Margaret Stewart (* 1497), eine uneheliche Tochter von Jakob IV. Der älteste Sohn von John und Margaret war George Gordon. Ihr zweiter Sohn Alexander Gordon wurde für die kirchliche Laufbahn bestimmt und beendete seine Laufbahn als Bischof von Galloway. Der jüngste Sohn James Gordon stieg später zum Kanzler von Moray auf.
Nach dem frühen Tod seines Vaters John Gordon am 5. Dezember 1517 wurde George Gordon Kindheitsbegleiter des minderjährigen Königs Jakob V. und erbte nach dem Tod seines Großvaters am 16. Januar 1524 die Earlswürde. Am 27. März 1530 heiratete er Elisabeth Keith, Tochter von Robert Keith, Master of Marischal.
Im August 1542 besiegte Huntly als Kommandant der schottischen Truppen die Engländer bei Haddon Rig. Im Dezember 1542 sollte er Mitglied im Regentschaftsrat für die minderjährige Maria Stuart werden, stattdessen wurde er Berater des Regenten James Hamilton, 2. Earl of Arran. Ende 1543 schloss sich Huntly der Partei David Beatons an und wurde 1546 dessen Nachfolger als schottischer Lordkanzler. Am 10. September 1547 kämpfte Huntly in der Schlacht von Pinkie Cleugh gegen die Engländer. Nach der vernichtenden Niederlage der Schotten fiel er in Gefangenschaft des englischen Lordprotektors Edward Seymour, 1. Duke of Somerset. 
Huntly gelangte kurze Zeit später wieder in Freiheit, da er dem Lordprotektor versprach, sich ab sofort für die protestantische Religion einzusetzen. Aber er verband sich nach seiner Rückkehr nach Schottland mit der katholischen und profranzösischen Königinmutter Marie de Guise. 1549 erhielt Huntly die Würde eines Earl of Moray verliehen und konnte dadurch seinen Machtbereich im Norden Schottlands ausbauen. 1550 begleitete er Marie de Guise nach Frankreich. Während der Regentschaft der Königinmutter wechselte Huntly zu einer antifranzösischen Politik und musste deswegen von 1555 bis 1557 auf Befehl der Regentin ins Gefängnis. Nach seiner Begnadigung wurde er zum general lieutenant des Königreiches ernannt. Trotz seines katholischen Glaubens schloss sich Huntly im April 1560 den protestantischen Aufständischen (Lords of the Congregation) an. Huntly überführte den Kirchenschatz der Kathedrale von Aberdeen auf sein Schloss Strathbogie. Ob er den Kirchenschatz nur aufbewahren und vor Plünderern schützen oder sich selbst auf Kosten der Kirche bereichern wollte, lässt sich heute nicht mehr klären. Seit August 1561 diente Huntly Maria Stuart im Kronrat.

## Der Aufstand von 1562

### Der Konflikt mit Maria Stuart
Seit dem 15. Jahrhundert beherrschten die Gordons den Nordosten Schottlands wie unabhängige Könige und hatten einflussreiche Verbindungen zu den Angehörigen der Stewart/Stuart-Dynastie. Die Earls of Huntly setzten konsequent die Interessen ihres eigenen Clans durch. George Gordon, 4. Earl of Huntly, war der führende katholische Magnat Schottlands und beeindruckte seine Zeitgenossen durch seine prunkvolle Hofhaltung. „Groß und stark wie ein Bär“, „ein unzuverlässiger Freund und gefährlicher Feind“, großzügig, patriarchalisch, trinkfest, jähzornig, sentimental, analphabetisch und ständig in irgendwelche Fehden oder Streitereien verwickelt, galt Huntly vielen Engländern, Franzosen oder Schotten aus den Lowlands als der typische Highlander. Das Ehepaar Huntly hatte neun Söhne und drei Töchter. Lady Elisabeth Huntly war eine kluge, energische und resolute Frau. Sie konnte lesen und schreiben, dies war damals eine Seltenheit in Schottland, führte die Korrespondenzen ihres Mannes und galt als das eigentliche Haupt des Gordon-Clans.
Huntly plante, die katholische Messe wieder in seinem Machtbereich einzuführen. Deswegen befand er sich seit September 1561 im Streit mit Maria Stuart und ihrem Halbbruder und Berater Lord James Stewart. Huntly kritisierte Marias Politik gegenüber den Katholiken und fiel deswegen im Januar 1562 in Ungnade. Die Königin entzog Huntly das Earldom of Moray und ernannte Anfang Februar 1562 Lord James Stewart, vorerst noch nicht offiziell, zum neuen Earl of Moray. Huntly wurde geächtet und aufgefordert, alle Geschütze des Huntly Castles an die Königin auszuliefern. Dieses Vorgehen der Königin in den Jahren 1561/62 bezeugt, dass sie politisch nicht die katholische Religion in Schottland bevorzugte. Vordergründig führte Maria Stuart eine Politik zur Sicherung ihrer eigenen Krone und ihres Anspruches auf die englische Thronfolge. Das Vorgehen der Königin gegen Huntly erzürnte die Adligen des Nordens. Sie signalisierten Huntly ihre Bereitschaft zum Aufstand gegen die Königin und vor allem gegen Lord James Stewart.
Sir John Gordon, der dritte Sohn Huntlys, war im Sommer 1562 in einen Skandal verwickelt. Dadurch lieferte er der Königin einen Grund, ihren Feldzug gegen die Gordons zu beginnen. John Gordon brachte Lord Ogilvie im Juni 1562 während einer Straßenschlacht in Edinburgh schwere Verletzungen bei und wurde deswegen ins Gefängnis geworfen. Der Konflikt zwischen John Gordon und Lord Ogilvie entstand dadurch, dass Lord Ogilvie seinen eigenen Sohn James Ogilvie of Cardell auf Veranlassung seiner zweiten Frau enterbte und seine Güter und Schlösser John Gordon vermacht hatte. Nachdem James Ogilvie enterbt war, wurde seine Stiefmutter die Geliebte John Gordons. Aber John Gordon täuschte sich, Lady Ogilvie brachte ihm nicht den erhofften Landbesitz ein und er verstieß sie deswegen. Wenige Wochen nach seiner Gefangennahme konnte John Gordon in den Herrschaftsbereich seines Vaters flüchten. Seine Bedeutung völlig überschätzend, wollte er nun die Königin entführen und danach heiraten. Maria Stuart hatte nicht die Absicht, dieses Verhalten ungestraft zu dulden, und entschloss sich, John Gordon in den Norden zu folgen.

### Der Feldzug Maria Stuarts in den Norden
Maria Stuart, Lord James Stewart, William Maitland of Lethington und ihre Truppen zogen am 11. August 1562 aus Edinburgh und trafen am 27. August 1562 in Aberdeen ein. Dort verkündete die Königin öffentlich die Ernennung von Lord James Stewart zum neuen Earl of Moray. Lady Elisabeth Huntly empfing die Königin und bat um Verständnis und Gnade für ihren Sohn John. Aber Maria Stuart war nicht bereit zu vergeben. John Gordon sollte sich ergeben, doch er flüchtete mit 1000 Reitern ins Hochland. Wegen seiner aufrührerischen Tätigkeiten und seines offenen Ungehorsam erließ die Königin einen Haftbefehl gegen John Gordon.
Maria und ihre Truppen verfolgten John Gordons Reiterschar. Am 11. September 1562 kam das Heer der Königin in Inverness an. Alexander Gordon, der älteste Sohn Huntlys, amtierte als Verwalter des Inverness Castles und verweigerte auf Befehl seines Vaters der Königin den Einlass. Das Inverness Castle gehörte der Königin, Huntly war nur als Sheriff von Inverness Verwalter des Castles. Deswegen musste die Königin Alexander Gordons Verhalten als offenen Verrat betrachten. Nachdem Huntly erfuhr, dass viele seiner bisherigen Anhänger auf die Seite der Königin wechselten, befahl er seinen Sohn, die Tore des Inverness Castles zu öffnen. Maria Stuart zog in das Inverness Castle ein. Alexander Gordon wurde wenige Stunden später aufgrund seines Widerstandes gegen die Königin gehängt.
Am 20. September 1562 erreichte das Heer Maria Stuarts erneut Aberdeen. Maria und Moray forderten 120 Arkebusen, Kanonen und Kämpfer wie Lord Lindsay oder William Kirkcaldy of Grange an. Gordon schickte seinen zweiten Sohn George, den späteren 5. Earl of Huntly, zu dessen Schwiegervater James Hamilton, 2. Earl of Arran, in den Süden Schottlands. Um Zeit zu gewinnen, bekundete Huntly Verhandlungsbereitschaft. Er war bereit, der Königin die Festungen Findlater und Auchindoun zu überlassen. Maria Stuart erwartete Huntlys alleiniges Erscheinen, aber Huntly wollte nur gemeinsam mit seinem Gefolge vor der Königin erscheinen. Doch inzwischen wusste die Königin, dass John Gordon 56 Arkebusen von ihren Truppen erbeutet hat. Sie beendete die Verhandlungen, am 16. Oktober 1562 wurden Huntly und sein Sohn John in Acht erklärt. Lady Huntly wurde aufgefordert, Aberdeen sofort zu verlassen.

### Der Niederlage von Corrichie am 28. Oktober 1562
Mit seiner Streitmacht von ungefähr 800 bis 1000 Mann bezog Huntly am 27. Oktober 1562 eine beherrschende Stellung auf dem Hill of Fare über dem Feld von Corrichie Hill. Seit den Morgenstunden des folgenden Tages beschossen die königlichen Kanoniere und Arkebusiere die Truppen Huntlys. Diese mussten deswegen ihre Stellungen auf dem Hügel verlassen, doch am Fuß des Hügels befand sich nur sumpfiges Gelände. Huntly erkannte viel zu spät, dass seine Truppen in eine Falle gerieten und danach von Morays Truppen niedergemetzelt wurden. Huntlys Söhne John und Adam wurden besiegt und gefangen genommen. Aufgrund des tragischen Verlauf dieser Schlacht, erlitt Huntly einen Schlaganfall und fiel vor den Augen Marias und Morays tot vom Pferd.
John Gordon wurde am 2. November 1562 hingerichtet. Moray erzwang die Anwesenheit der sich weigernden Königin bei der Hinrichtung. Auf dem Weg zum Schafott hielt John eine aufwühlende Rede, in der er seine Liebe zur Königin gestand. Daraufhin erlitt die Königin einen Nervenzusammenbruch. Maria Stuart begnadigte Huntlys Söhne, den erst siebzehnjährigen Adam und seinen Bruder George zu Haftstrafen, obwohl ihre Berater auch deren Hinrichtung forderten.
Die Königin bekam die Schätze der Kathedrale von Aberdeen. Moray erhielt die Sheriffämter von Inverness, Forres und Elgin. Er konnte seine Macht im Norden Schottlands festigen und war der eigentliche Sieger des Feldzuges. Der Untergang Huntlys war ein schwerer Verlust für die katholische Religion und demzufolge ein Gewinn für die protestantische Religion in Schottland. Einen katholischen Magnaten mit der Machtfülle Huntlys hat es in Schottland nie wieder gegeben.
Im Mai 1563 wurde der balsamierte Leichnam Huntlys vor das in Edinburgh versammelte Parlament gebracht. Nach kurzer Verhandlung wurden die sterblichen Überreste des Hochverrats schuldig befunden. Der Urteilsspruch lautete auf Ächtung und damit Verlust aller früheren Rechte und Besitztümer, der Titel eines Earl of Huntly wurde für verwirkt erklärt. Der Leichnam Huntlys musste unbestattet im Dominikanerkloster von Edinburgh aufbewahrt werden. Nach der Ermordung David Rizzios am 9. März 1566 unterstützte Lady Elisabeth Huntly die Königin gegen die Verschwörer. Im April 1566 wurde Huntlys Leichnam in die Familiengruft der Gordons in der Kathedrale von Elgin beigesetzt.

## Nachkommen
Aus der am 27. März 1530 geschlossenen Ehe mit Elisabeth Keith entstammen neun Söhne und drei Töchter:
- Alexander Gordon, Master of Huntly (um 1531/32–1562) ⚭ 1549 Barbara Hamilton (um 1534–1558), Tochter von James Hamilton, 2. Earl of Arran;
- George Gordon, 5. Earl of Huntly (um 1532/34–1576) ⚭ 1558 Anne Hamilton, Tochter von James Hamilton, 2. Earl of Arran;
- John Gordon of Deskford (um 1535–1562) ⚭ 1554 Elisabeth Gordon (* 1509), Tochter von Adam Gordon;
- William Gordon;
- Patrick Gordon of Auchindoun (um 1538–1594) ⚭ um 1582 Agnes Beaton, Tochter von Kardinal David Beaton;
- James Gordon (1543–1620);
- Adam Gordon of Auchindoun (1545–1580);
- Robert Gordon († 1572);
- Thomas Gordon († vor Dezember 1585) ⚭ Jean Gordon, Tochter von John Gordon, 11. Earl of Sutherland;
- Elisabeth Gordon († vor 1557) ⚭ John Stewart, 4. Earl of Atholl († 1579);
- Margaret Gordon († 1606) ⚭ 1558 John Forbes, 8. Lord Forbes (1542–1606);
- Jean (Jane) Gordon (1546–1629), ⚭ (1) 1566 James Hepburn, 4. Earl of Bothwell (1534–1578), geschieden 1567, ⚭ (2) 1573 Alexander Gordon, 12. Earl of Sutherland (1552–1594), ⚭ (3) 1599 Sir Alexander Ogilvy (um 1530–1606).